# Real Estelí Fútbol Club
El Real Estelí Fútbol Club és un club de futbol nicaragüenc de la ciutat d'Estelí.

## Història
El club es fundà l'any 1960 amb el nom d'Estelí FC, però, tot just un any més tard, el 1961, adquirí l'actual nom.

## Palmarès
- Lliga nicaragüenca de futbol:[2]
  - 1991, 1998–99, 2002–03, 2003–04 A, 2003–04 C, 2006–07, 2007–08, 2008–09, 2009–10, 2010–11, 2011–12, 2012–13, 2013–14, 2015–16, 2016–17
- Copa nicaragüenca de futbol:[3]
  - 1991

## Entrenadors destacats
- Leonidas Rodríguez Rodríguez (1991)
- Otoniel Olivas (2005-2008)
- Roy Posas (2009-)